# جورج برونسون هوارد
جورج برونسون هوارد (بالإنجليزية: George Bronson Howard)‏ هو كاتب سيناريو وصحفي وشاعر أمريكي، ولد في 7 يناير 1884 في أربتوس في الولايات المتحدة، وتوفي في 20 نوفمبر 1922 في لوس أنجلوس في الولايات المتحدة.

## وصلات خارجية
- جورج برونسون هوارد على موقع IMDb (الإنجليزية)
- جورج برونسون هوارد على موقع قاعدة بيانات برودواي على الإنترنت (الإنجليزية)
- جورج برونسون هوارد على موقع قاعدة بيانات برودواي على الإنترنت (الإنجليزية)